# Gun Hägglund
Karin Gunvor Sjöblom Hägglund (2 de marzo de 1932 – 19 de agosto de 2011), conocida como Gun Hägglund, fue una presentadora de televisión sueca. Hägglund fue la primera presentadora de informativos de la historia de la televisión sueca. Fue la encargada de presentar el programa nacional vespertino Aktuellt en 1958. En ocasiones, está acreditada como la primera presentadora de noticias de la historia mundial de la televisión, aunque otras fuentes aseguran que ese honor lo tiene la presentadora del programa Midday News de la ITN  británica Barbara Mandell en 1955 o la presentadora del boletín regional de la BBC Armine Sandford en 1957.
Gun Hägglund comenzó su carrera en la Sveriges Radio en 1955 donde trabajó como secretaria en el departamento de noticias extranjeras y poco después como locutora del programa. Se trasladó a la Sveriges Television en 1958 para convertirse en la primera mujer presentadora del programa nacional de noticias Aktuellt, a menudo acompañada por Olle Björklund. Además, Hägglund fue traductora al sueco de series y películas extranjeras. En una entrevista de 1966, Hägglund describe el complicado proceso de traducir versiones textuales de diálogos en películas y programas de televisión en subtítulos cortos en la parte inferior de la pantalla.
Para el público en general, Hägglund es conocida por su participación en programas de entretenimiento de la televisión nacional como Halvsju, Razzel, Träna med TV y Café Sundsvall. Hägglund se casó con el editor Karl-Axel Sjöblom con el que presentó Halvsju, uno de los programas más populares de la historia de la televisión sueca. Estuvieron casado hasta 1982.
Durante 30 años y hasta 1997, Hägglund estuvo comprometida con la Svenska Cykelfrämjandet (Asociación Nacional de Promoción de Ciclismo), primero como secretaria general, y posteriormente como Jefa ejecutiva. Sobre este asunto, escribió diferentes libros sobre el ciclismo. En 1986, Hägglund se trasladó de Estocolmo a la isla báltica de Gotland. Moriría en Visby después de una breve enfermedad en 2011.